# Bembidion alatum
Bembidion alatum es una especie de escarabajo del género Bembidion, categorizada en la tribu Bembidiini, de la subfamilia Trechinae.

## Distribución
Se distribuye por Indonesia.

## Taxonomía
Fue descrita por Darlington en 1953.